# Place de Lenche
La place de Lenche, située à proximité du Vieux-Port, derrière l'hôtel de ville, se trouve dans le 2e arrondissement de Marseille. 

## Origine du nom
Le nom de cette place vient de la famille Lenche (Linciu, qui se prononce « linʃiu »), d’origine corse, qui s’établit à Marseille et fit construire sur cette place un hôtel particulier au XVIe siècle. Thomas Lenche crée la Magnifique Compagnie du corail qui, depuis le Bastion de France en Algérie, exploite des liaisons commerciales entre l'Afrique du Nord et Marseille.

Son neveu, Antoine de Lenche, prend le parti des royalistes pendant les guerres de religion. Élu deuxième consul, il est assassiné en 1588.

## Historique
À l'époque grecque, il est possible que l’agora se soit trouvée à cet endroit, ce qui en ferait le centre de la ville grecque[réf. nécessaire].
Au Ve siècle, saint Cassien fonde à côté du monastère Saint-Victor hors les murs de la ville, une abbaye de religieuses sous le vocable initial de Saint-Cyr. Ce monastère est dévasté au VIIIe siècle par les Sarrasins. Selon la légende les religieuses se coupèrent le nez à l’exemple de leur abbesse sainte Eusébie afin de faire horreur aux envahisseurs. Elles furent surnommées les « desnarados ». Les moniales s'installeront "dans la ville", à l'aube du XIe siècle, dans le monastère qui prendra le nom de Saint-Sauveur, situé sur l'actuelle place de Lenche . De ce couvent il ne reste que les caves de Saint-Sauveur dont la destination exacte a été très discutée : il s’agirait de cellules de stockage alimentaire.
À l’Est de cette place se trouvait l'hôtel particulier qui fut construit par la famille Riquetti de Mirabeau et qui hébergea Louis XIV lors de sa venue à Marseille en 1660. Ce bâtiment a été démoli à la fin du XIXe siècle.

## Bâtiments remarquables et lieux de mémoire
Le bâtiment au no 17, qui a coûté plus d'un million d'euros à la ville avant d'être revendu 224 000 € au bailleur social Marseille Habitat, est un symbole de la mauvaise gestion par Jean-Claude Gaudin du patrimoine municipal.

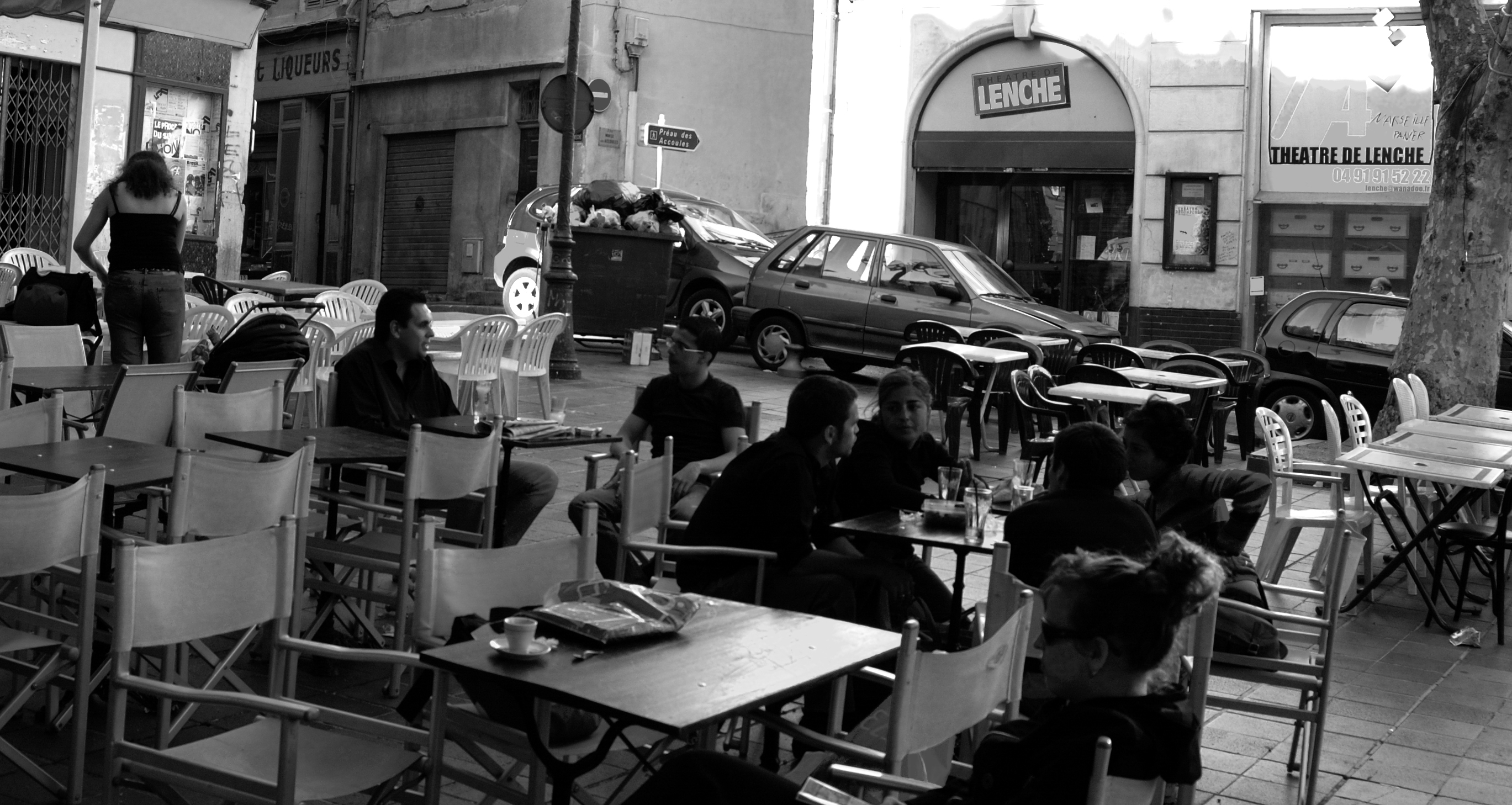
Théâtre de Lenche
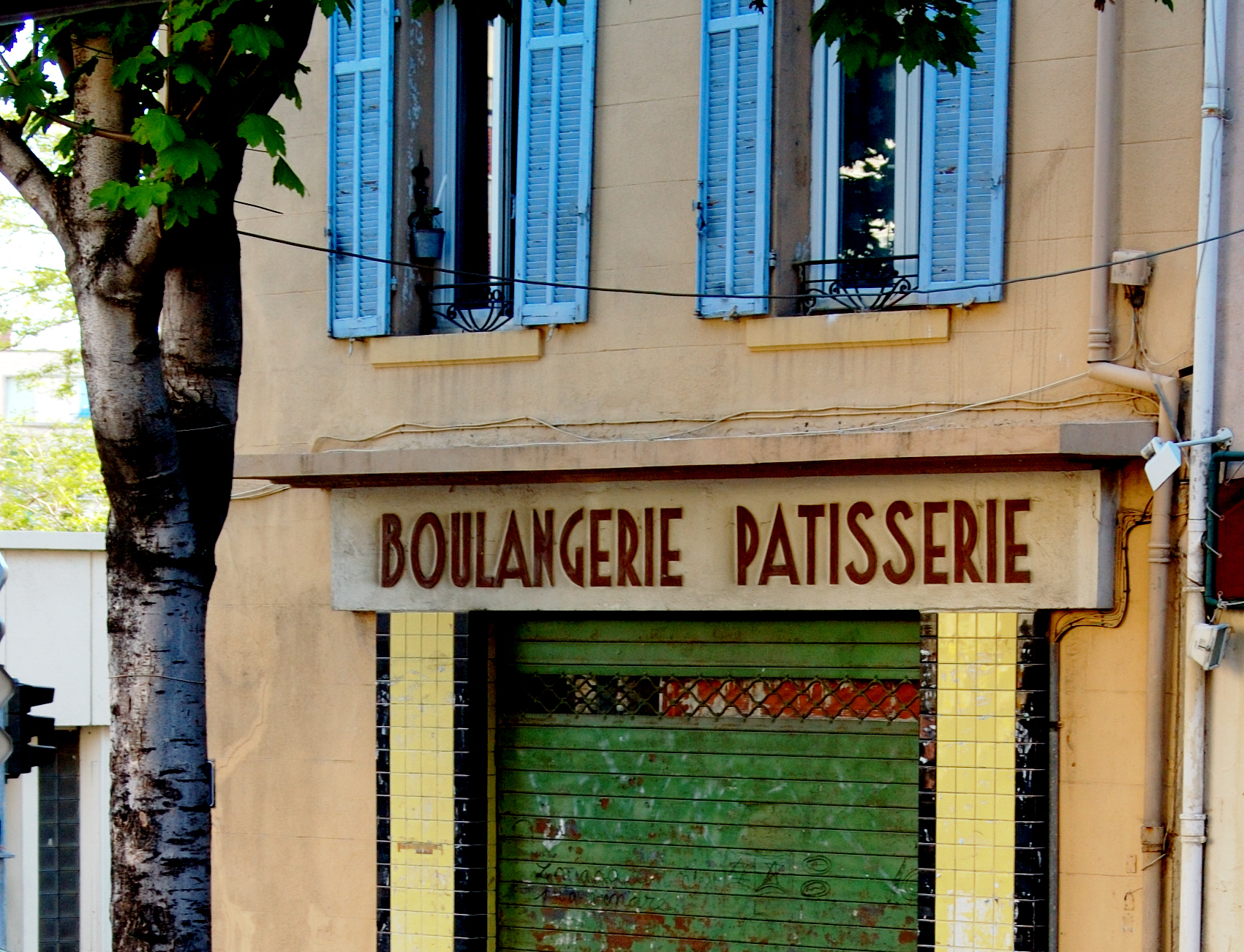
Boulangerie sur la place
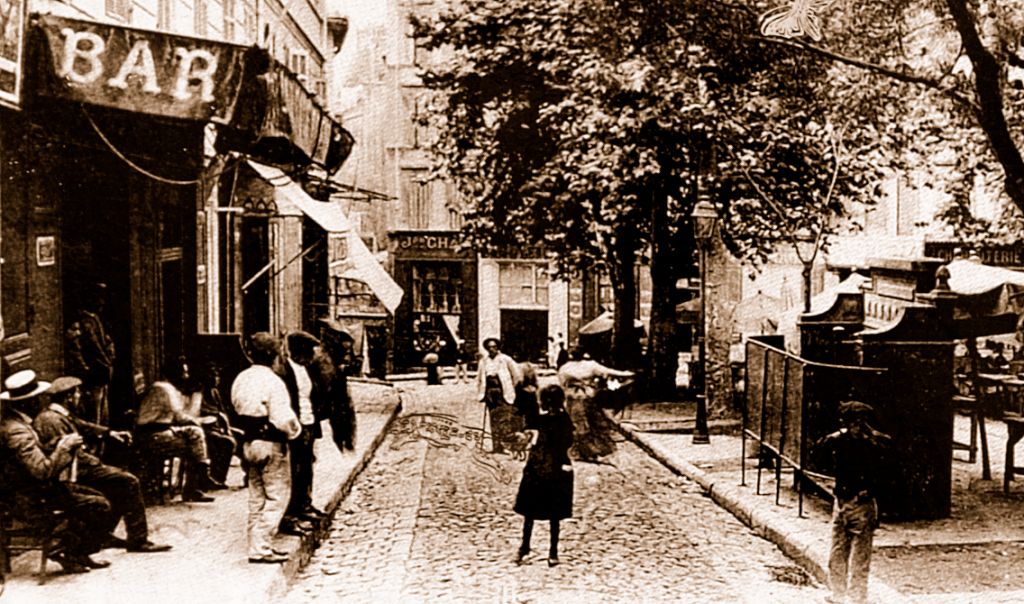
La Place de Lenche à Marseille au début du XXe siècle.